# Tomboutou
Tomboutou är ett arrondissement i kommunen Malanville i Benin. Den hade 10 026 invånare år 2002.